# Alba Longa
Alba Longa – według tradycji rzymskiej najważniejsza osada Lacjum, stolica Związku Latyńskiego położona w okolicach jeziora Albano lub na zboczu Monte Cavo w Górach Albańskich (identyfikacja sporna).

## Historia
Założona przez mitycznego Askaniusza, syna Eneasza, co miało nastąpić 30 lat po zbudowaniu Lawinium. Stamtąd mieli pochodzić Romulus i Remus. Potęga miasta zmniejszyła się pod naciskiem rzymskim w VII wieku p.n.e. Prymat Alby w Lacjum wzmacniało jej położenie blisko świątyni Jowisza Latyńskiego (Iuppiter Latiaris).
Legenda głosi, że osadę zburzyły wojska króla Rzymu Tullusa Hostiliusza, na jego polecenie z całego miasta miały ocaleć jedynie świątynie. Mieszkańców Alby przesiedlono do Rzymu. Według Tytusa Liwiusza od założenia miasta do jego zburzenia minęło 400 lat. W rzeczywistości kres Albie położyli Etruskowie, którzy w 650 r. p.n.e. zajęli tereny Lacjum.
Według legendy trzej Horacjusze (przedstawiciele patrycjuszów rzymskich) mieli walczyć z trzema Kuriacjuszami (przedstawicielami Alba Longa) o honor, chwałę i prestiż na Półwyspie Apenińskim – zgodnie z umową miasto pokonanych miało bez walki poddać się miastu zwycięzców. W pierwszej fazie pojedynku zginęło dwóch Horacjuszy, tylko najmłodszy wyszedł bez draśnięcia i zastosował podstęp. Upozorował ucieczkę i ranni w walce Kuriacjusze w rozproszeniu byli łatwym celem dla ocalałego. Jego siostra Horacja, która była świadkiem walki, zaczęła płakać, gdy zabijał kolejnego Kuriacjusza, jej narzeczonego. Po walce brat podszedł do niej i zadając śmiertelne pchnięcie powiedział: „Niech tak zginie każda Rzymianka, która opłakuje śmierć wroga”.

## Mityczni królowie miasta
Według Liwiusza, Dionizjusza z Halikarnasu i Owidiusza miastem rządzili następujący władcy:
- Askaniusz – założyciel miasta, syn Eneasza, rządził 38 lat;
- Sylwiusz – syn Askaniusza lub jego brat, rządził 29 lat, od jego imienia wziął się przydomek kolejnych władców;
- Eneasz Sylwiusz – syn Sylwiusza, rządził 31 lat;
- Latynus Sylwiusz – syn Eneasza, rządził 51 lat;
- Alba Sylwiusz – syn Latynusa, rządził 39 lat;
- Atys Sylwiusz – syn Alby, rządził 26 lat;
- Kapys Sylwiusz – syn Atysa, rządził 28 lat;
- Kapetus Sylwiusz – syn Kapysa, rządził 13 lat;
- Tyberynus Sylwiusz – syn Kapeta, rządził 8 lat, podobno od jego imienia wzięła się nazwa rzeki Tyber;
- Agryppa Sylwiusz – syn Tyberynusa, rządził 41 lat;
- Romulus Sylwiusz – syn Agryppy rządził 19 lat;
- Awentyn Sylwiusz – syn Romulusa, rządził 37 lat, od jego imienia miała pochodzić nazwa wzgórza awentyńskiego;
- Proka Sylwiusz  – syn, Awentyna, rządził 23;
- Numitor Sylwiusz  – syn Proka, starszy brat Amuliusza, ojciec Laususa i Rei Sylwii, dziad Romulusa i Remusa;
- Amuliusz Sylwiusz  – syn Proka, młodszy brat Numitora, uzurpator, który obalił Numitora, rządził 42 lata;
- Numitor Sylwiusz – po raz drugi, powrócił na tron dzięki pomocy wnuków, podobno nastąpiło to 431 lat od zburzenia Troi.

## Ager Albanus
Okoliczny obszar miasta, zwany ager Albanus, stanowił rejon jego dominacji w czasach najdawniejszych. Później, w czasach republiki stał się terenem popularnym dla wznoszenia wiejskich rezydencji znaczących Rzymian (m.in. Pompejusza, Brutusa, Klodiusza, Kuriona). W czasach cesarstwa przeszedł w posiadanie panujących, przebywał tam się m.in. Neron, swą rezydencję wybudował Domicjan, prawdopodobnie też Marek Aureliusz. Od początku III wieku n.e. było to miejsce warownego obozu (castrum) legionistów. 
Na obszarze tym odkryto ślady willi Domicjana oraz amfiteatru z II wieku n.e. i obozu wojskowego z II/III w., należącego do stacjonującego tam II Legionu Partyjskiego (legio II Parthica), jednego z trzech utworzonych przez Septymiusza Sewera.